# Peter Karlson
Peter Karlson (n. 11 octombrie 1918 – d. 17 decembrie 2001) a fost un chimist german.

## Date biografice
Peter Karlson a copilărit în Berlin. El este transferat când avea 12 ani într-un gimnaziu, înainte de terminarea școlii primare. Motivul transferului a fost plictiseala la ore a copilului deosebit de inteligent. Din 1937 Karlson, studiază chimia la Universitatea din Berlin. Diploma de doctorat a obținut-o în 1940 la Institul Kaiser-Wilhelm, sub îndrumarea lui Adolf Butenandt, care în 1939 în urma cercetărilor în domeniul hormonilor steroizi, obține Premiul Nobel. Peter Karlson îl urmează pe Butenandt la Instititul Max-Planck din München. În 1964 Peter Karlson este numit profesor universitar la catedra de chimie de la Universitatea Philipps din Marburg. Împreună cu zoologul Martin Lüscher, definesc termenul "feromon" ca mijloc de comunicare a insectelor.